# Gebhard Leberecht von Blücher
Gebhard Leberecht von Blücher, I principe di Wahlstatt (Rostock, 16 dicembre 1742 – Krieblowitz, 12 settembre 1819), è stato un feldmaresciallo prussiano.
Arruolato nell'esercito prussiano, Gebhard Leberecht von Blücher partecipò con un ruolo subordinato alla guerra della Quarta coalizione, che terminò con la totale sconfitta della Prussia; coinvolto nel disastro, venne catturato con le sue truppe a Lubecca pochi giorni dopo la battaglia di Jena. Violentemente ostile alla Francia e a Napoleone, fu sempre fautore della guerra per liberare la nazione prussiana e vendicare la sconfitta.
Nel 1813 prese il comando supremo dell'esercito prussiano che condusse con grande energia durante le alterne vicende della guerra della sesta coalizione, prendendo parte con un ruolo importante alla battaglia di Lipsia e alla successiva invasione della Francia, fino a Parigi. Ebbe inoltre una funzione decisiva nella battaglia di Waterloo del 1815, intervenendo sul campo di battaglia nel momento culminante in aiuto dei britannici. Gebhard von Blücher, pur non mostrando grandi qualità di stratega, diede sempre prova di grande fierezza e tenacia, divenendo un eroe nazionale prussiano per la sua volontà combattiva e per il suo spirito patriottico.

## Biografia

### Gioventù e prima carriera militare
Figlio di un capitano di cavalleria, Christian Friedrich von Blücher (1696-1761), appartenente a una famiglia della nobiltà rurale della Prussia orientale, e da Dorothea Maria von Zülow (1702-1769), di nobile famiglia di Mecklenburg, Leberecht Blücher nacque a Toitenwinkel presso Rostock e venne educato nelle migliori scuole militari svedesi e prussiane.
Contro la volontà dei genitori, si arruolò nel 1756, insieme al fratello, nel corpo degli ussari svedesi e combatté contro la Prussia nella guerra dei sette anni (1757 - 1763) che vedeva da una parte Inghilterra, Prussia, Portogallo e altre potenze minori contro Francia, Austria, Russia, Spagna, Svezia e altre minori. Quattro anni dopo fu preso prigioniero dai prussiani e fu arruolato quasi forzatamente nell'esercito di Federico il Grande. Servì così in un reggimento di ussari dell'esercito prussiano passando da Allievo ufficiale a capitano di cavalleria (1771). Avendo simulato la fucilazione (con armi caricate a salve) di un prete sospettato di lavorare per lo spionaggio polacco, fu sospesa la sua promozione a maggiore. Blücher allora protestò e Federico il Grande lo congedò dicendo che «il capitano von Blücher poteva andarsene al diavolo». Nel 1773 sposò Carolina Amalia von Mehling (dalla quale ebbe sette figli) e si ritirò ad amministrare le sue terre per 15 anni in Pomerania.
Alla morte di Federico il Grande (1786), Federico Guglielmo II di Prussia lo reintegrò nel suo vecchio reggimento con il grado di maggiore. Dopo la campagna nei Paesi Bassi (1790) divenne tenente colonnello. Nel 1794 venne promosso colonnello e, dopo lo scontro con i francesi a Kirrweiler, (Maikammer-Renania-Palatinato), (nel corso del quale si impadronì di sei cannoni nemici), passò al grado di maggior generale.
Nel 1801 fu promosso luogotenente generale. Nel 1802 si impadronì per conto della Prussia di Mulhouse e di Erfurt. Dal 1802 al 1806 fu Gran Maestro della Loggia massonica "Alle tre travi".

### Le guerre napoleoniche

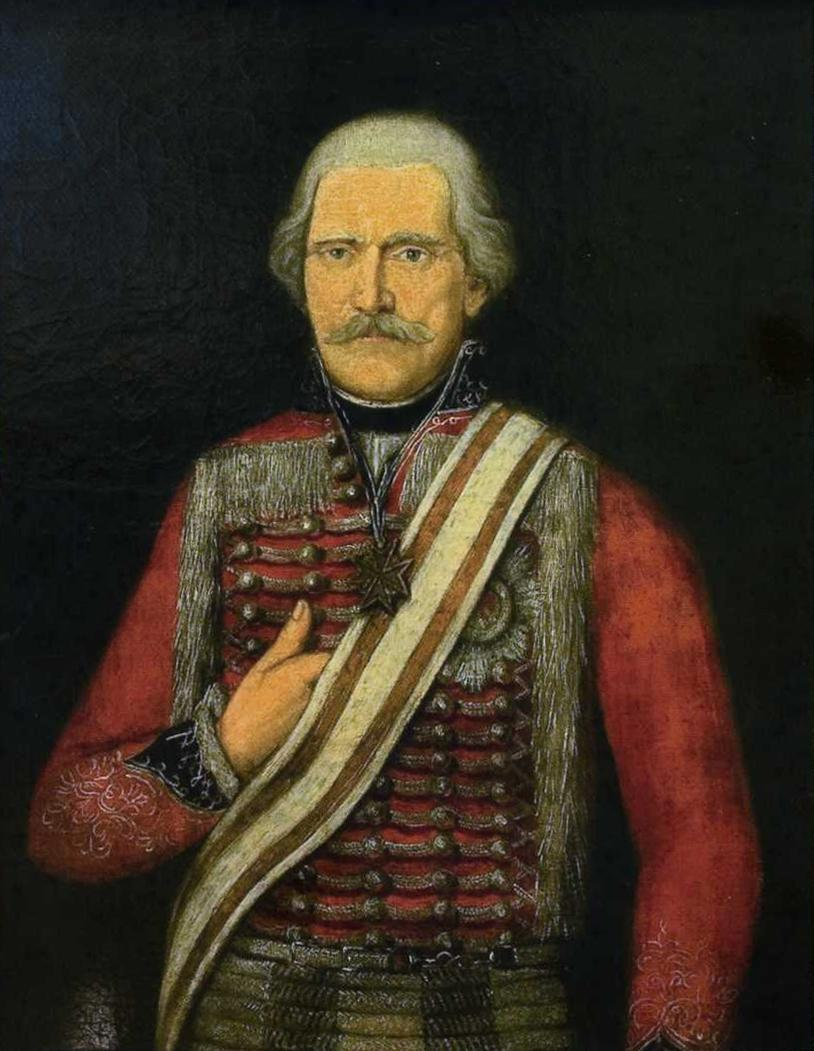
Blücher in un ritratto del 1800

La guerra contro Napoleone Bonaparte dell'autunno 1806 scoppiò mentre lui era governatore militare in Münster della appena costituita provincia di Vestfalia. Agli ordini del Duca di Brunswick guidò le truppe vestfaliane contro i francesi e condusse il primo attacco della cavalleria (ben 12 squadroni) nella doppia battaglia di Jena e di Auerstadt (14 ottobre 1806). Troppo ansioso di combattere, egli ordinò l'assalto contro la fresca e ben addestrata fanteria francese del generale Gudin senza attendere che l'artiglieria e la fanteria prussiane compissero la loro azione preparatoria contro i francesi. L'attacco si risolse in una disfatta per la cavalleria tedesca, che dovette letteralmente darsi alla fuga ritirandosi verso Eckartsberg.
Conclusasi la doppia battaglia con la disfatta dei prussiani, l'armata di Blücher, che era riuscita a salvare dalla cattura anche 34 cannoni pesanti, si ritirò rapidamente verso nord, inseguita dalle truppe dei Marescialli francesi Bernadotte, Murat e Soult, con l'obiettivo di unirsi ad altre truppe prussiane per poter contrapporsi ai francesi. Fu una ritirata di 700 chilometri in 20 giorni, durante la quale 5.000 uomini perirono sotto gli attacchi francesi o per fame. Il grosso delle truppe prussiane, al comando del generale capo di Stato Maggiore di Blücher, Scharnhorst, si rifugiò tra le mura di Lubecca, città libera e disarmata, che tuttavia fu facilmente conquistata dalle truppe francesi grazie a un errore dei rifugiati: l'apertura delle porte della città per far recuperare i cannoni. Intanto Blücher, raggiunta Ratekau con circa 10.000 uomini e appreso che Travemünde era ormai in mano ai francesi, si arrese il 6 novembre al Bernadotte. Prigioniero, fu liberato nel marzo 1807 grazie a uno scambio con il generale francese Victor.
Dopo un breve soggiorno presso la corte del re a Könisberg, ricevette il comando di un Corpo prussiano di rinforzo da affidare al re Gustavo IV Adolfo di Svezia e fu mandato nella Pomerania svedese per aiutare gli svedesi ma non ebbe occasione di effettuare interventi militari. Successivamente divenne Governatore generale della Pomerania e generale di cavalleria (1808). Nel luglio 1810, quando la sua regina morì, esclamò «La nostra santa è in paradiso!». 

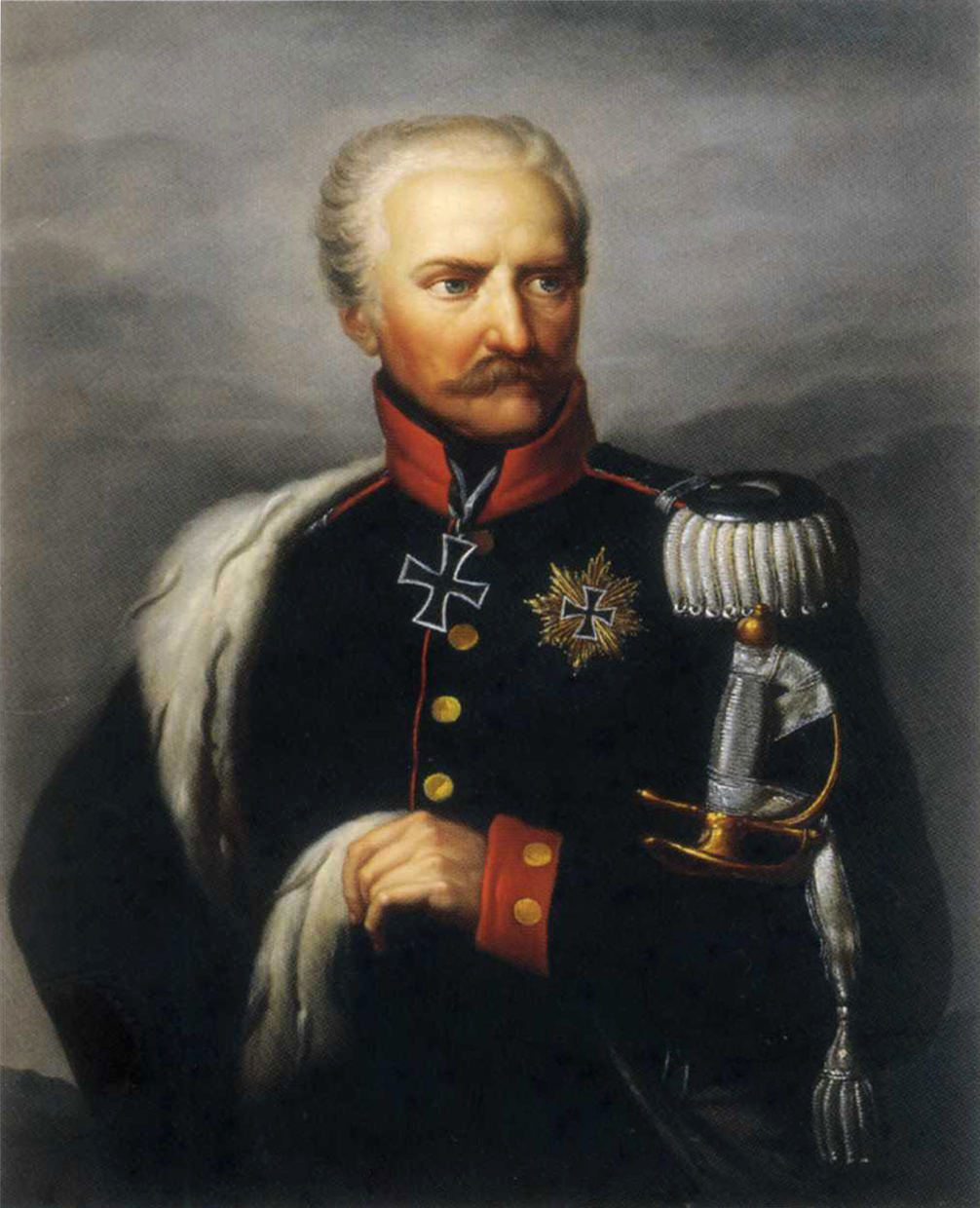
Il generale Blücher ritratto da Paul Ernst Gebauer

Nel 1811, con la Prussia formalmente alleata della Francia ma di fatto sottomessa, Blücher fu richiamato dal comando generale della Pomerania e, su iniziativa di Napoleone, messo a capo dell'esercito prussiano. Vi rimase anche dopo la fine dell'alleanza con la Francia quando la Prussia, forte di un esercito rinnovato, decise di entrare nella VI coalizione. Blücher sostenne appassionatamente in quel periodo la guerra di liberazione tedesca (Befreiungskampf) contro la Francia e si dedicò alla riforma dell'esercito prussiano. Per questo egli non era gradito alla ufficialmente filo-francese corte prussiana. Quando un agente francese scoprì la sua attività di addestramento patriottico delle truppe, Blücher dovette lasciare il servizio.
Allorché la Prussia riprese la guerra contro Napoleone nel 1813, fu richiamato in servizio. Dapprima guidò i corpi d'armata prussiani, quindi divenne comandante in capo dell'armata della Slesia. Energico e impetuoso, capace di trascinare i suoi uomini anche nelle situazioni disperate, fu ferito a Lützen (2 maggio 1813) e il suo sostituto generale Yorck von Wartenburg subì una sconfitta per opera dello stesso Napoleone.
Nella battaglia del Katzbach, (fiume tra Wahlstatt e Liegnitz nella provincia prussiana della Slesia), che si svolge lo stesso giorno della battaglia di Dresda, sconfisse il Maresciallo MacDonald (26 agosto 1813). Il 3 ottobre 1813 inflisse, sfruttando la forte superiorità numerica, una pesante sconfitta al generale francese Bertrand presso Wartenburg. Poco prima della battaglia di Lipsia, decisiva per gli esiti della campagna, colmò con rapida avanzata il vuoto che si era aperto tra le file dei coalizzati, nel quale stavano per inserirsi come un cuneo le truppe francesi. Una mossa determinante per il trionfo alleato che gli valse quel nomignolo di Marschall Vorwärts o anche Der Alte Vorwärts ("Maresciallo avanti" o anche: "Il Vecchio avanti") datogli dai soldati per il suo rifiuto di ogni tattica temporeggiatrice. Proprio nello svolgersi della battaglia di Lipsia il 16 ottobre sconfisse il Maresciallo Marmont presso Möckern, grazie anche all'azione efficace del suo sottoposto generale Yorck.
Dopo Lipsia Blücher si mise all'inseguimento dell'esercito francese in ritirata dopo aver raccolto la sua armata della Slesia sulla riva destra del Reno che attraversò con le truppe all'inizio del 1814 presso Kaub.
Nella campagna di Francia del 1814 fu a più riprese sconfitto da Napoleone ma alla fine ebbe la meglio e, insieme agli austro-russi del generale Karl Philipp Schwarzenberg, occupò Parigi (Battaglia di Parigi). Il 13 giugno fu nominato da Federico Guglielmo III di Prussia I principe di Wahlstatt, titolo trasmissibile si suoi eredi maschi in ordine di primogenitura.

### Le ultime battaglie: Ligny e Waterloo

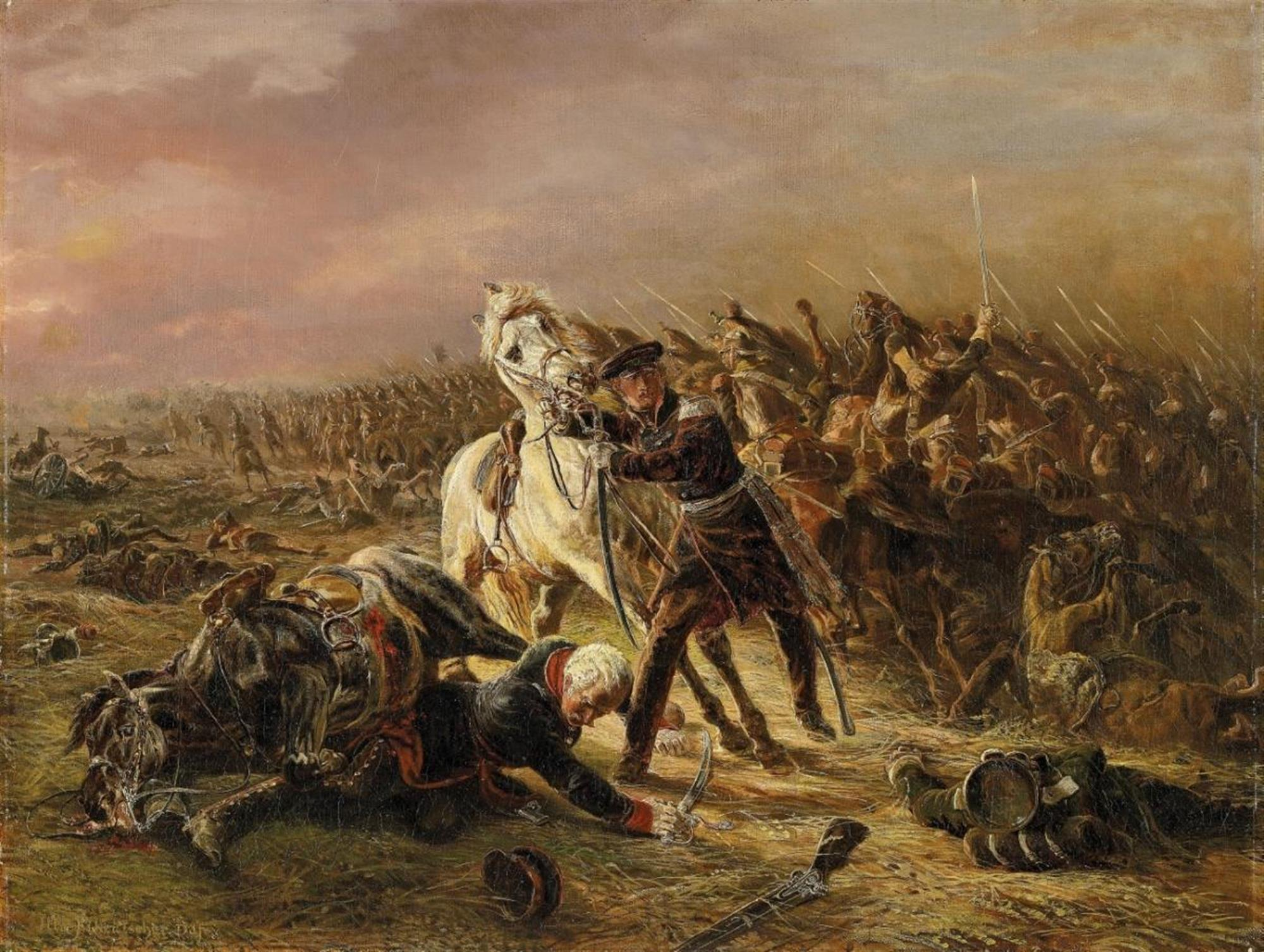
Blücher ferito sotto il suo cavallo, salvato dal suo aiutante di campo

Quando Napoleone ritornò in Francia dal suo primo esilio sull'Isola d'Elba, Blücher venne richiamato in servizio e venne posto a capo delle armate prussiane che, di concerto col duca di Wellington, avrebbero attaccato Napoleone dal Belgio. La sola armata principale di Blücher contava 105 000 fanti, 12.000 cavalieri e 296 cannoni. Il 16 giugno 1815 la smania di Blücher di avanzare e attaccare lo portò a Ligny ove schierò le sue truppe in una posizione assai esposta ai tiri dell'artiglieria francese e non accolse il suggerimento di Wellington di riposizionare le truppe prima dello scontro. Lo scontro costò ai prussiani 16.000 morti e 9.000 dispersi in fuga verso Liegi (contro i poco più di 11.000 perduti da Napoleone), più 21 cannoni. Lo stesso Blücher rimase ferito nello scontro, rimanendo intrappolato per diverse ore sotto il corpo del suo cavallo e venendo travolto più volte dalla cavalleria; ebbe salva la vita so grazie alla devozione del suo aiutante di campo, il conte di Nostitz, che riuscì a nasconderlo dalla vista delle truppe francesi di passaggio che certamente l'avrebbero riconosciuto per i gradi e l'avrebbero fatto prigioniero. L'ultima fase dello scontro venne quindi condotta dal generale Gneisenau che ritirò e radunò il proprio esercito seguendo pedissequamente le direttive di Blücher, ovvero portare gli uomini verso Wavre anziché verso Liegi, mantenendo viva la possibilità di unire in seguito l'esercito prussiano a quello inglese di Wellington.

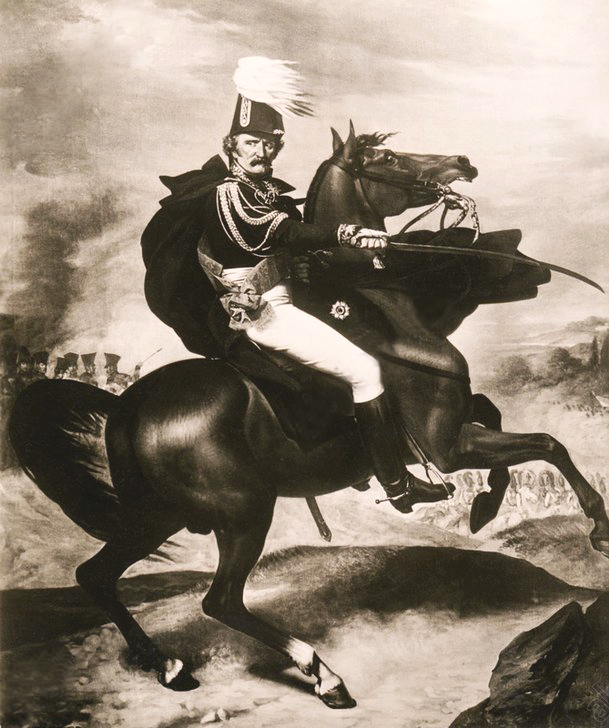
Blücher a cavallo nel corso della battaglia di Waterloo, dipinto di Simon Meister

L'armata di Blücher si riprese presto e il giorno 18 giugno il vecchio generale (che aveva medicato le proprie ferite con un unguento a base di aglio e rabarbaro e si era rifornito di una generosa dose di grappa) si era già ricongiunto con il corpo d'armata di Bülow, guidando subito, con una rapida quanto difficoltosa marcia sul terreno fangoso, i suoi uomini verso Waterloo a sostenere Wellington. Il suo intervento, nel pomeriggio del 18 giugno 1815, fu determinante per il risultato della battaglia che, fino al suo arrivo, era ancora del tutto incerto. Dopo la battaglia di Waterloo Blücher condusse le sue truppe a marce forzate verso Parigi che occupò il 7 luglio 1815.
Blücher rimase nella capitale francese per alcuni mesi, ma l'età e le sofferenze degli ultimi scontri, lo convinsero a ritirarsi nella sua residenza slesiana di Krieblowitz. Su invito del governo britannico, si portò in visita in Inghilterra per ricevere dal sovrano i ringraziamenti ufficiali per il suo ruolo svolto nella guida dei suoi uomini a sostegno dell'armata inglese.

### La fine

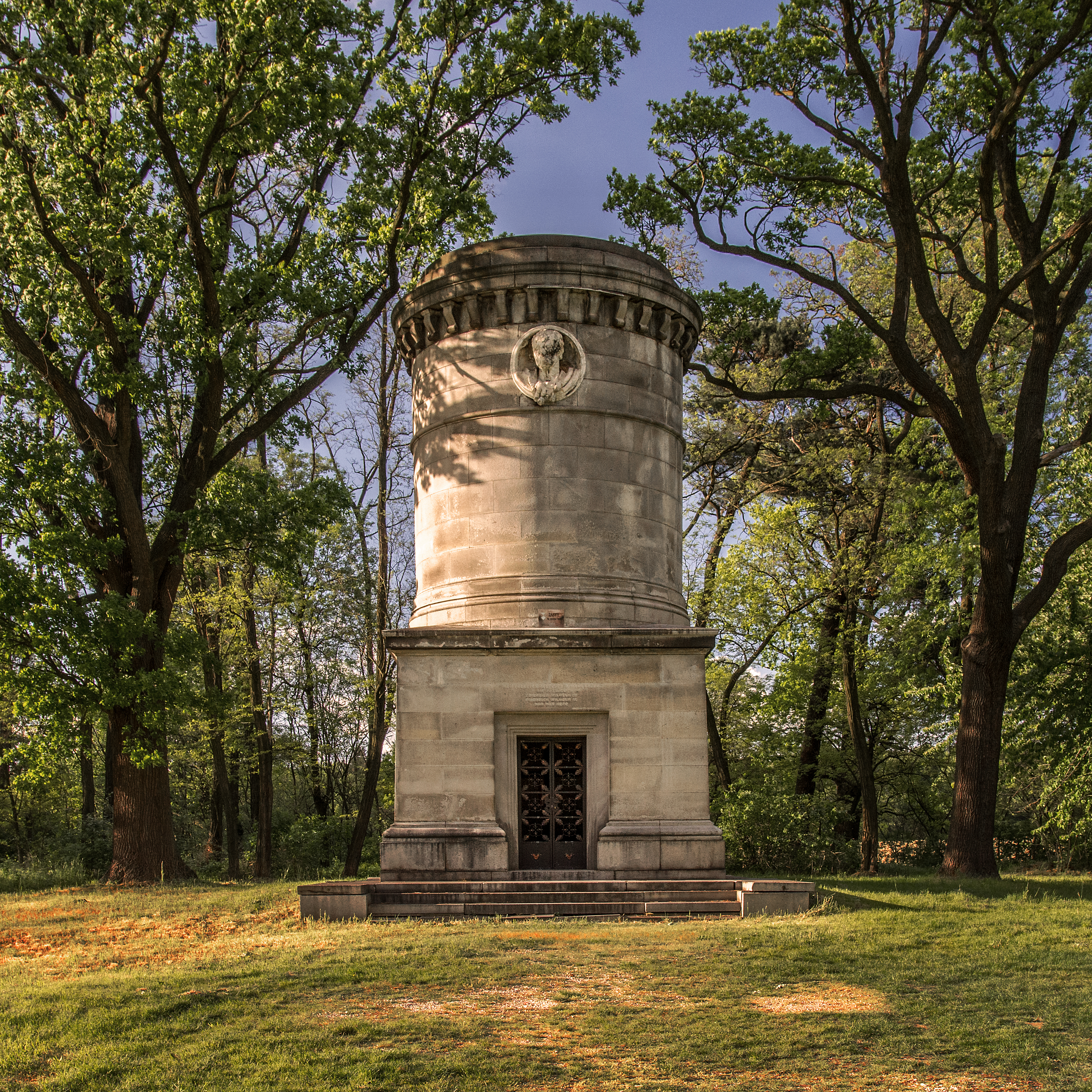
Il mausoleo di Blücher presso l'odierna città polacca di Krobielowice

Massone, nel 1813 partecipò a una riunione della Loggia Archimedes zu den drei Reißbrettern, a Altenburg.
Nel 1819, quando ormai era un eroe nazionale premiato dai prussiani con un grado della Croce di Ferro creato appositamente per lui, morì all'età di settantasei anni, a Krieblowitz, in Slesia, dopo una caduta da cavallo che si procurò volendo dimostrare a una dama di sua conoscenza di essere ancora in grado di cavalcare malgrado la sua età. Dopo la sua morte, venne costruito un imponente mausoleo per custodire le sue spoglie che rimasero in loco sino al 1945 quando la cittadina di Krieblowitz venne conquistata dall'Armata Rossa e i soldati sovietici ne dispersero i desti. Si dice che il suo cranio venne usato come pallone da calcio per divertire le truppe russe, mentre ciò che restava del corpo venne sepolto in una fossa anonima dove rimase sino al 1989 quando un prete polacco ritrovò la tomba e ne dispose la sepoltura presso la cripta della chiesa di Sośnica (in tedesco: Schosnitz), a tre chilometri dall'attuale città polacca di Krobielowice.